# ウィリアム・ダドリー・ペリー

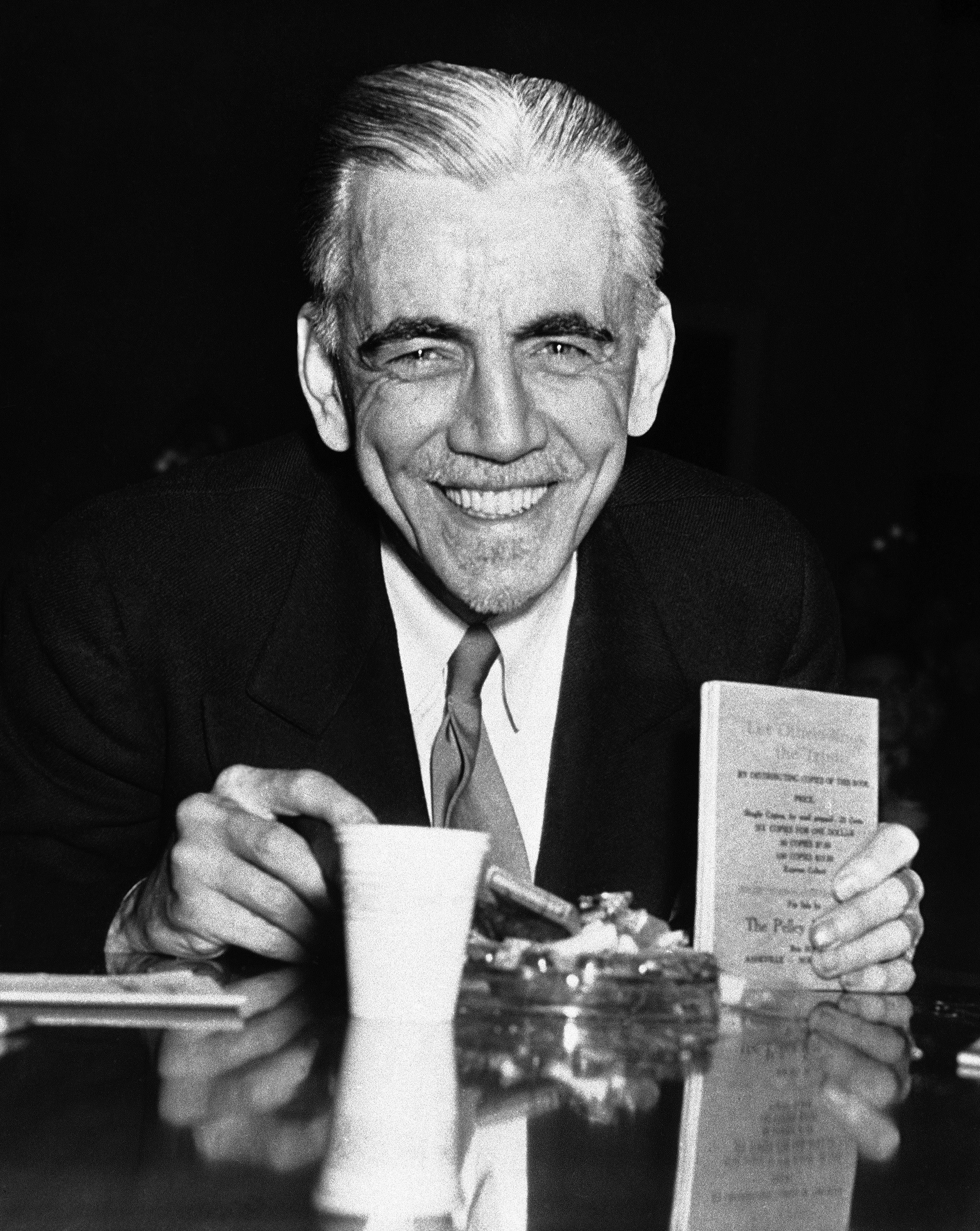
1936年

ウィリアム・ダドリー・ペリー（英: William Dudley Pelley、1890年3月12日 - 1965年6月30日）は、アメリカ合衆国の作家、ファシスト活動家、ジャーナリスト。スピリチュアリスト、反共主義者、反ユダヤ主義者である。準軍事組織であるアメリカ白銀軍団（銀シャツ隊）を設立した。

## 生い立ち
マサチューセッツ州リンの貧しい家庭に生まれる。父はアメリカ南メソヂスト教会の牧師であり、後に小さな実業家兼靴職人となった。

## ジャーナリスト、作家として
主に独学で学んだペリーはジャーナリストになり、その執筆スキルで尊敬を集めた。彼の記事は、やがてシカゴ・トリビューンなどの全国的な出版物に掲載された。1920年にロシアからアメリカに戻ると、ペリーは小説を書き始めた。 1920年代に、ペリーの短編小説はアドベンチャーやショートストーリーズなどのパルプ雑誌や、アメリカンマガジンやレッドブックなどの雑誌に頻繁に掲載された。『窓の顔』（1920年）と『大陸の角度』（1930年）という2つの短編小説は、オー・ヘンリー賞を受賞した。
ペリーはハリウッドに行き、そこで脚本家になり、ロン・チェイニーの映画『暗闇の中の光』（1922年）と『ショック』（1923年）を書いた。ユダヤ系のスタジオの重役たちによる不当な扱いがあったと考え、ペリーの反ユダヤ主義的傾向を強めた。ペリーはニューヨークに移った後1932年にノースカロライナ州アシュビルに移り、ペリーの新しい宗教システムである「解放教義」を詳述した雑誌やエッセイを出版し始めた。

## オカルティズム
1928年5月、ペリーは3回幽体離脱を経験し、肉体を失った他次元に旅をしたと主張したが悪評を得た。カリフォルニア州アルタデナの山小屋で起きた1回目の幽体離脱を、1933年に『Seven Minutes in Eternity: With the Aftermath』として出版された記事『My Seven Minutes in Eternity』で述べている。ペリーは後の著作で、その経験を「低次元」と表現した。2度目は、カリフォルニアの自宅でラルフ・ワルド・エマーソンのエッセイを読んでいるときに起こった。 3回目はニューメキシコ州で、ペリーが一人で列車の車内でエマーソンのエッセイを読んでいた時である。 ペリーは、最後の出来事の間に、神やイエス・キリストに会い、イエスは彼にアメリカの霊的変革に着手するように指示したと書いている。
ペリーは後に、この体験によって空中浮遊したり、物が壁越しに見えたり、幽体離脱の体験を自由自在に行うことができるようになったと主張した。また、アルコール、たばこ、カフェインへの欲求を取り除き、消化不良などの身体の病気を治すことができたと述べた。

## 政治活動
1929年に世界恐慌がアメリカを襲うと、ペリーは政治に積極的に参加するようになった。アシュビルに引っ越した後、形而上学とキリスト教経済学を専門としたガラハッド大学を設立した。その後ガラハッド・プレスを設立し、様々な政治的・形而上学的な雑誌、新聞、書籍を出版したが出版社および大学は両方とも年以内に失敗した。
ヒトラーの崇拝者であったペリーは1933年にファシストの準軍事組織であるアメリカ白銀軍団（銀シャツ隊）を設立した。ペリーは全米を旅し、新兵募集集会、講演会、演説会を開催した。ペリーは国内のほぼすべての州に支部を設立した。会員数は1935年の15,000人でピークに達し、1938年には5,000人以下に落ち込んだ。
ペリーはルーズベルトとニューディール政策に反対し、アメリカ政府を支配しようとするユダヤ人の陰謀の一部であると主張した。ペリーは1935年に銀シャツ党を設立し、自ら“Chief” (チーフ)と呼んでいた。1936年の大統領選挙に立候補したが、わずか1,600票しか獲得できなかった。
ペリーは下院非米活動委員会と長い論争を繰り広げた。1940年、連邦保安官はアッシュビルの白銀軍団本部を襲撃し、ペリーの支持者を逮捕し、財産を押収した。真珠湾攻撃がきっかけでアメリカ白銀軍団を解散させたが、雑誌『ロール・コール』で政府を攻撃し続けた。ペリーはインディアナ州ノーブルズビルの作戦基地で逮捕され、1942年4月に12件の扇動罪で起訴された。判事はペリーに懲役15年を言い渡したが、服役時間は8年間で、ペリーは1950年2月に釈放された。1965年6月30日にノーブルズビルの自宅で死去した。